# Eumonhystera longicaudatula
Eumonhystera longicaudatula är en rundmaskart. Eumonhystera longicaudatula ingår i släktet Eumonhystera, och familjen Monhysteridae. Arten är reproducerande i Sverige.